# Philipsburg (Montana)
Philipsburg város az USA Montana államában, Granite megyében, melynek megyeszékhelye is. Lakosainak száma 841 fő (2020. április 1.).

## Népesség
A település népességének változása:

| 2010 | 820 |
| 2020 | 841 |